# Samurai Warriors 2
 (novembre 2019).
Si vous disposez d'ouvrages ou d'articles de référence ou si vous connaissez des sites web de qualité traitant du thème abordé ici, merci de compléter l'article en donnant les références utiles à sa vérifiabilité et en les liant à la section « Notes et références ».
Samurai Warriors 2 est un hack 'n' slash sorti en 2006 sur PlayStation 2 et Xbox 360. Le jeu a été développé par OmegaForce et édité par Koei.

## Personnages
- Goemon Ishikawa : C'est un bandit japonais, exécuté par Hideyoshi Toyotomi après avoir tenté de l'assassiner. Dans Samurai Warriors, il est attiré par Okuni. Arme : Énorme Masse et Canon.

- Hanzo Hattori : Grand Ninja, il mène sa première bataille à 16 ans. Il est l'un des serviteurs les plus loyaux d’Ieyasu Tokugawa. Il aurait été tué par Kotaro Fuma. Arme : Kusarigama.
- Hideyoshi Toyotomi : Mari de Nene. Il est le vassal de Nobunaga Oda. Il est très laid. À la mort de son maître, il devient le deuxième unificateur du Japon et entre en guerre avec Ieyasu Tokugawa. Dans Samurai Warriors, il tente de séduire Oichi. Arme : Sanesetsukon.
- Ina : Femme de Nobuyuki Sanada et fille de Tadakatsu Honda. (Elle serait peut-être la fille de Ieyasu Tokugawa, d'ailleurs, ce dernier la adoptée). Elle est décrite comme très belle et très intelligente. Dans Samurai Warriors, elle était amoureuse de Sakon Shima. Arme : Arc en Fer.

- Keiji Maeda : Il est le neveu adoptif de Toshiie Maeda et Matsu. Il est connu pour être un grand guerrier, qui n'a jamais été vaincu. Le nom de son cheval est Matsukaze. Dans Samurai Warriors, il a une romance avec Okuni. Arme : Pique Sasumata.

- Kenshin Uesugi : Petit frère d'Aya. Il est également l'oncle et le père adoptif de Kagekatsu Uesugi et de Kagetora Uesugi. Il était surnommé le Dieu de la Guerre. Il est le chef du clan Uesugi. Il est le rival de Shingen Takeda. Il était alcoolique. (Une légende raconte qu'il serait en fait une femme.) Arme : Épée à Sept Branches et Papiers Explosifs.

- Magoichi Saika : Ce nom est donné au chef de clan Saika Ikki. Son vrai nom est Suzuki Magoichi. Arme : Mousquet et Baïonnette

- Masamune Date : Il était un Daimyo. Il est surnommé le Dragon Borne. Son éborgnement est dû, lorsqu’enfant, il a contracté la petite vérole (c'est d'ailleurs Kojuro Katakura qui lui ôta). Par la suite, il se voit de tuer son propre petit frère dans le but de régner sur son clan. Après l'ascension de Masamune Date en tant que chef de clan, son père est enlevé et les hommes de Masamune ont l'ordre de tuer les ravisseurs, or il est tué dans cet affrontement. Arme : Sabre et Deux Pistolets.

- Mitsuhide Akechi : Père de Gracia. Il est le vassal de Nobunaga Oda (il a d'ailleurs reçu la confiance de son maître, ce qui était très rare) Il trahit son maître en le forçant à se faire seppuku. Mitsuhide Akechi prend alors le pouvoir, mais il est poursuivi par Hideyoshi Toyotomi et Ieyasu Tokugawa. Pour sa mort deux versions existe : Soit il est tué par un paysan à coup de bambou, soit il est devenu Tenkai. Arme : Katana.

- No : Fille de Dosan Saito et femme de Nobunaga Oda, c'est un mariage politique, sans amour. Elle aurait été stérile. Elle serait soit morte avec Nobunaga Oda lors de la trahison de Mitsuhide Akechi, soit elle serait enfuit. Arme : Griffes et Bombes.

- Nobunaga Oda : Époux de No et frère aîné d'Oichi. Il est le premier unificateur du Japon. Il est vu comme quelqu'un de cruel et froid alors qu'en réalité il est un grand dirigeant. Arme : Épée Lumineuse.

- Oichi : Femme de Katsuie Shibata et de Nagamasa Azai, petite sœur de Nobunaga Oda, mère de Chacha. Elle fut d'abord mariée à Katsuie Shibata pour sceller l’alliance entre lui et son frère, puis elle fut une nouvelle fois mariée à Nagamasa Azai, pour la même raison. Mais Nagamasa Azai ne put se résoudre d'obéir à Nobunaga Oda puis qu'il voulait trahir ses alliés. Il se fit seppuku. À la mort de son frère, Oichi réépousa Katsuie Shibata. Ils moururent ensemble, lorsque Hideyoshi Toyotomi assiègea le château. Arme : Chakrams reliés par un autre Chakram.

- Okuni : Elle est la fondatrice du Théâtre de Kabuki, où elle interprète les personnages des deux sexes. Elle disparaît lors de sa dernière représentation, mais personne ne sait si elle est morte ou si elle a préféré se retirer. A la disparition d'Okuni, Iyeasu Tokugawa interdit aux femmes de jouer au théâtre. Dans Samurai Warriors, elle a une romance avec Keiji Maeda, et Goemon Ishikawa est amoureux d'elle. Arme : Ombrelle.

- Ranmaru Mori : Jeune guerrier, il était également le Page de Nobunaga Oda (d'ailleurs, il est dit que lui et son maître avec peut être des relations intimes.) Il se fait seppuku avec Nobunaga Oda lors de la trahison de Mitsuhide Akechi. Arme : Odachi.

- Shingen Takeda : C'était un Daimyo. Il est le chef du clan Takeda (ce Clan est d'ailleurs le plus grand rival de Nobunaga Oda). Arme : Gunbai.

- Yukimura Sanada : Fils de Masayuki Sanada et petit frère de Nobuyuki Sanada. Il est le mari de la fille adoptive de Yoshitsugu Otani, Aki. C'est un stratège et samouraï. Il est exécuté par Ieyasu Tokugawa. Dans Samurai Warriors, il a une romance avec Kunoichi, sa garde du corps. Arme : Yari.

- Tadakatsu Honda : Père d'Ina. C'était un Général qui est devenu Daimyo. Il était au service d’Ieyasu Tokugawa. Il faisait partie des Quatre Rois Célestes des Tokugawa avec Naosama Ii. Dans Samurai Warriors, il est vu comme un père protecteur. Arme : Lance Géante.

- Yoshimoto Imagawa : Il est le chef du clan Imagawa. Il est tué par des hommes de Nobunaga Oda. Arme : Épée et Balle de Kemari.

### Nouveaux Personnages
- Ginchiyo Tachibana : Fille et héritière du Leader du Clan Tachibana. Elle devint à la mort de son père la sixième Leader du Clan Tachibana (et la première femme chef). Cinq ans après la mort de son père, elle épouse Muneshige Tachibana. Arme : Épée Tordue.

- Ieyasu Tokugawa : Il est le troisième et le dernier unificateur du Japon. De ses 6 à 14 ans, il fut l'otage des Oda puis des Imagawa. Après la mort de Yoshimoto Imagawa, il devint le vassal de Nobunaga Oda. À la mort de son maître, il devint le rival de Hideyoshi Toyotomi, et à la mort de ce dernier, il dirigea seul le Japon. Il est dépeint comme quelqu'un de cruel. Il est le premier des Shogun du Japon et sa dynastie a régné de 1603 à 1867. Arme : Canon Lance.

- Kanetsugu Naoe : Il était le serviteur de Kenshin Uesugi. Après la mort de son seigneur, il a servi encore la famille Uesugi. Il était un grand commandant. Arme : Épée et Cartes.

- Kotaro Fuma : C'est un ninja du Clan Fuma, il en était l'un des chefs. Il a servi la famille Hojo. Il a tué Hanzo Hattori Arme : Gants avec des Griffes.

- Mitsunari Ishida : Il était l'un des principaux guerriers de Hideyoshi Toyotomi. Mitsuniari Ishida fut d'ailleurs choisi, avec cinq autres vassaux pour gouverner le Japon à la mort de Hideyoshi Toyotomi. À la suite de la mort de ce dernier, des tensions naquirent entre Mitsunari Ishida et Kiyomosa Kato, et Ieyasu Toukugawa en profita pour les attaquer. Plus tard, il fut exécuté, et lors de son exécution, il regarda à un à un tous ceux qui avaient trahi Hideyoshi Toyotomi et beaucoup détournèrent le regard. Arme : Tessen.

- Musashi Miyamoto : C'était un grand philosophe et le meilleur bretteur. Il a tué Kojiro Sasaki, qui était son rival. Arme : Daisho.

- Nagamasa Azai : Second mari d'Oichi et père de Chacha. Il est le chef du clan Azai. Il trahit Nobunaga Oda, refusant de trahir ses alliés. Il est forcé à se faire Seppuku, avec son fils, une fois après avoir renvoyé Oichi et leurs filles chez son beau-frère. Selon la légende, Nobunaga Oda aurait gardé le crâne de Nagamasa Azai et ses alliés pour en faire des tasses. Arme : Lance de Joute.

- Nene : Elle est la femme d'Hideyoshi Toyotomi. Etant stérile, son époux la délaissa pour ses concubines mais elle fut son épouse préférée. Elle s'occupa de la politique. Elle était extrêmement belle (Kiyomasa Kato, Toshiie Maeda et Nobunaga Oda étaient subjugués par sa beauté). Arme : Deux Kunais.
- Sakon Shima : C'était un samouraï. Il est connu pour être au service de Mitsunari Ishida. Dans Samurai Warriors, Ina était amoureuse de lui. Arme : Zanbato.

- Yoshihiro Shimazu : Il est soit dix-septième, soit le dix-huitième chef des Shimazu. Il est l'oncle de Toyohisa Shimazu. Dans Samurai Warriors, il est le rival de Ginchiyo Tachibana. Arme : Marteau Géant.

#### Personnages Xtreme Legends
- Gracia : Fille de Mitsuhide Akechi. Son vrai prénom est Tama, mais elle se convertit au Christianisme et prit ce nom. Arme : Bracelets

- Katsuie Shibata : Mari d'Oichi, il servit son beau-frère Nobunaga Oda. Il meurt avec Oichi dans son chateau à la suite de l'attaque d'Hideyoshi Toyotomi. Arme : Duo de Haches

- Kojiro Sasaki : Bretteur, il était le rival de Musashi Miyamoto. il fut tué par ce dernier. Arme : Nodachi et deux épées volantes

- Motochika Chosokabe : Amant de Koshosho, il était le chef du clan Chosokabe. Il servit Hideyoshi Toyotomi. Arme : Shamisen

- Toshie Maeda : Oncle de Keiji Maeda, il était le rival d'Hideyoshi Toyotomi. Chef du clan Maeda, il servit Nobunaga Oda. Arme : Epée et Deux Hallebardes